# Lassana Coulibaly
Lassana Coulibaly (Bamako, Malí, 10 de abril de 1996) es un futbolista maliense. Juega de centrocampista y su equipo es la U. S. Lecce de la Serie A de Italia. Es internacional absoluto por la selección de Malí desde 2016.

## Trayectoria
Formado en las inferiores del S. C. Bastia, debutó con el primer equipo el 8 de agosto de 2015 ante el Rennes en la Ligue 1.
En julio de 2021 fichó por la U. S. Salernitana 1919 de la Serie A de Italia.

## Selección nacional
Fue internacional con la selección sub-20 de Malí en el Torneo Esperanzas de Toulon de 2016.
Debutó con la selección de Malí el 4 de septiembre de 2016 en la victoria por 5-2 sobre Benín por la clasificación para la Copa Africana de Naciones de 2017.
Formó parte de los planteles que disputaron las Copas Africanas de 2017, 2019 y 2021.

### Participaciones en Copa Africana de Naciones
| Copa                           | Sede            | Resultado        |
| ------------------------------ | --------------- | ---------------- |
| Copa Africana de Naciones 2017 | Gabón           | Fase de grupos   |
| Copa Africana de Naciones 2019 | Egipto          | Octavos de final |
| Copa Africana de Naciones 2021 | Camerún         | Octavos de final |
| Copa Africana de Naciones 2023 | Costa de Marfil | Cuartos de final |

## Estadísticas
Actualizado al último partido disputado el 25 de mayo de 2025.
| Club                            | Div.          | Temporada     | Liga  | Liga  | Copas nacionales | Copas nacionales | Copas internacionales | Copas internacionales | Total | Total |
| Club                            | Div.          | Temporada     | Part. | Goles | Part.            | Goles            | Part.                 | Goles                 | Part. | Goles |
| ------------------------------- | ------------- | ------------- | ----- | ----- | ---------------- | ---------------- | --------------------- | --------------------- | ----- | ----- |
| S. C. Bastia Francia            | 1.ª           | 2015-16       | 15    | 1     | 3                | 0                | —                     | —                     | 18    | 1     |
| S. C. Bastia Francia            | 1.ª           | 2016-17       | 30    | 0     | 1                | 0                | —                     | —                     | 31    | 0     |
| S. C. Bastia Francia            | Total club    | Total club    | 45    | 1     | 4                | 0                | 0                     | 0                     | 49    | 1     |
| Angers S. C. O. Francia         | 1.ª           | 2017-18       | 20    | 1     | 3                | 0                | —                     | —                     | 23    | 1     |
| Rangers F. C. Escocia           | 1.ª           | 2018-19       | 19    | 1     | 2                | 1                | 9                     | 1                     | 30    | 3     |
| Rangers F. C. Escocia           | Total club    | Total club    | 19    | 1     | 2                | 1                | 9                     | 1                     | 30    | 3     |
| Círculo de Brujas · Bélgica     | 1.ª           | 2019-20       | 16    | 0     | 1                | 0                | —                     | —                     | 17    | 0     |
| Círculo de Brujas · Bélgica     | Total club    | Total club    | 16    | 0     | 1                | 0                | 0                     | 0                     | 17    | 0     |
| Angers S. C. O. Francia         | 1.ª           | 2020-21       | 29    | 1     | 2                | 0                | —                     | —                     | 31    | 1     |
| Angers S. C. O. Francia         | Total club    | Total club    | 49    | 2     | 5                | 0                | 0                     | 0                     | 54    | 2     |
| U. S. Salernitana 1919 · Italia | 1.ª           | 2021-22       | 31    | 0     | 2                | 0                | —                     | —                     | 33    | 0     |
| U. S. Salernitana 1919 · Italia | 1.ª           | 2022-23       | 35    | 3     | 1                | 0                | —                     | —                     | 36    | 3     |
| U. S. Salernitana 1919 · Italia | 1.ª           | 2023-24       | 28    | 0     | 1                | 0                | —                     | —                     | 29    | 0     |
| U. S. Salernitana 1919 · Italia | Total club    | Total club    | 94    | 3     | 4                | 0                | 0                     | 0                     | 98    | 3     |
| U. S. Lecce · Italia            | 1.ª           | 2024-25       | 38    | 1     | 0                | 0                | ―                     | ―                     | 38    | 1     |
| U. S. Lecce · Italia            | Total club    | Total club    | 38    | 1     | 0                | 0                | 0                     | 0                     | 38    | 1     |
| Total carrera                   | Total carrera | Total carrera | 259   | 8     | 16               | 0                | 9                     | 1                     | 284   | 9     |
| 1. 2.                           |               |               |       |       |                  |                  |                       |                       |       |       |